# جیک ریوز
جیک ریوز (انگلیسی: Jake Reeves؛ زادهٔ ۳۰ مهٔ ۱۹۹۳) بازیکن فوتبال اهل بریتانیا است.
از باشگاه‌هایی که در آن بازی کرده‌است می‌توان به باشگاه فوتبال ای‌اف‌سی ویمبلدون، باشگاه فوتبال برنتفورد، باشگاه فوتبال تاتنهام هاتسپر، باشگاه فوتبال سوئیندون تاون، و باشگاه فوتبال سنت آلبنز سیتی اشاره کرد.